# 奇台射电望远镜
43°36′11″N 89°40′50″E / 43.60294°N 89.68060°E

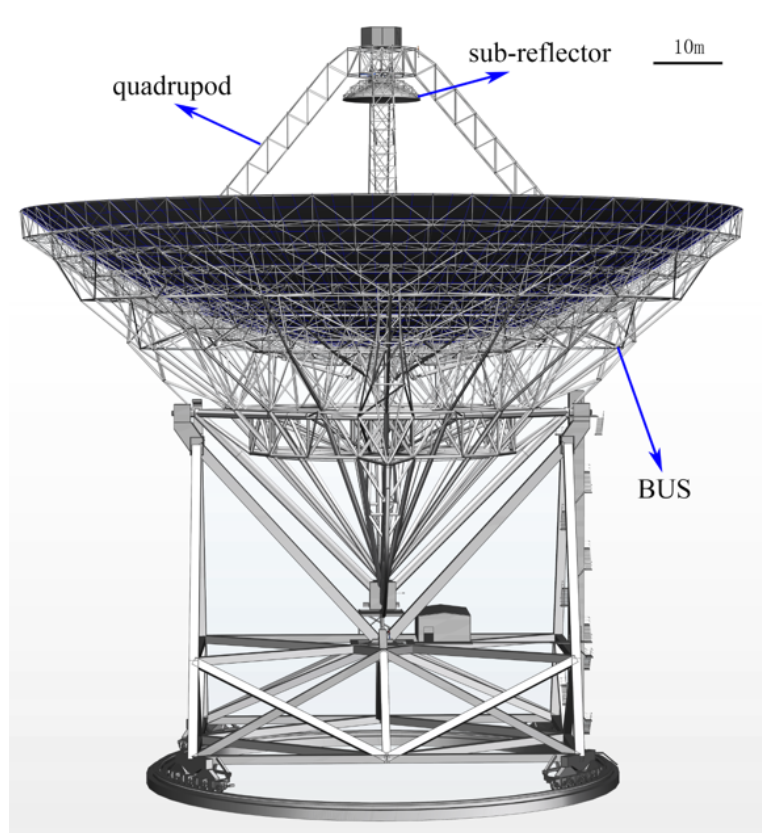
奇台射电望远镜的三维模型

新疆奇台110米射电望远镜（QTT）是位于中华人民共和国新疆奇台县新疆天文台奇台观测站的射电望远镜，其工作波段涵盖300MHz至117GHz，口径达110米，将是世界上最大的单一全可动射电望远镜。此计划由新疆天文台和中国科学院带头实施，目前处于建设阶段。
奇台射电望远镜可以在任何时刻观测天空中75%的天体，与500米口径球面射电望远镜一样都覆盖寻找地外生命所关心的频段，并从静谧的无线电背景中捕捉到微弱的信号。此外，奇台射电望远镜亦可观测脉冲星、天体构成以及宇宙中的大尺度辐射结构。
该望远镜位于奇台县治南偏东46千米处的半截沟镇石河子村，周围的山体可以遮蔽电磁干扰，因此其无线电静默区只有10×15千米大小。其无线电静默区大大小于美國國立無線電寂靜地帶。
在选址阶段，研究人员沿着天山选取了大概48个点位进行综合比对，最终确认了现在的台址。该台址远离人口密集区，地处山间盆地，射电信号干扰小，监测的水汽、风速等环境条件也满足望远镜长期运行要求。

## 参見
- 景东射电望远镜
- 桦甸射电望远镜
- 美国100×110米 GBT（Green Bank Telescope）
- 德国 Effelsberg 100米射电望远镜
- 中國深空測控網